# Lange Elisabethstraat
De Lange Elisabethstraat is een straat in het centrum van de Nederlandse stad Utrecht. Ze vormt over een afstand van zo'n 120 meter een verbinding tussen de Steenweg en het Vredenburg.

## Beschrijving
De straat bestond reeds in 1248. Lange tijd heette ze Nieuwe Steenweg samen met de in haar verlengde liggende Steenweg. Rond 1500 stichtte Evert Zoudenbalch het eerste weeshuis in het huidige Nederland. Dit (Sint-)Elisabethsgasthuis bevond zich in het noordelijke deel van deze straat en de straat zou haar naam eraan ontlenen.
De straat is vandaag de dag een drukke winkelstraat. Ze telt zeven monumenten. De Lange Elisabethstraat kent als zijstraten de Korte Elisabethstraat en de Hamsteeg.